# Ljubuški (kommun)
Kommunen Ljubuški (kroatiska: Grad Ljubuški, kyrillisk skrift: Град Љубушки) är en kommun i kantonen Västra Hercegovina i sydvästra Bosnien och Hercegovina. Kommunen hade 28 184 invånare vid folkräkningen år 2013, på en yta av 292,73 km².
Av kommunens befolkning är 96,76 % kroater, 2,51 % bosniaker, 0,15 % serber och 0,11 % albaner (2013).